# Theodoxus
Theodoxus es un género de pequeños caracoles operculados pertenecientes a la familia Neritidae, algunos de los cuales viven en agua dulce, y otros tanto en agua dulce tanto en agua salobre.

## Distribución
La distribución del género Theodoxus incluye Europa y el norte de África y también se extiende hacia desde el este hasta el sur de Irán. Ningún otro género dentro de la familia Neritidae tiene una distribución similar con el género Theodoxus. La distribución del género es una excepción dentro de la familia Neritidae, porque las especies dentro de esta familia viven principalmente en el hemisferio sur. Las especies dentro del género son los únicos caracoles de la Neritidae, que viven en clima templado.
Bunje & Lindberg (2007) presentaron la primera hipótesis filogenética de este género. La evolución del género Theodoxus se vio afectada por la separación del Mar Mediterráneo y el Mar de Paratetis en el Mioceno.

## Descripción
La concha de este género es semiovular con una llanura apertural plana. No hay ombligo. La columela y los verticilos internos están disueltos.
Las especies del género Theodoxus son muy variables en tamaño, en el patrón de color del perióstraco, en los detalles del opérculo y en la rádula. Todos estos factores pueden hacer que la identificación a nivel de especie sea muy difícil.

## Ecología
Estos animales viven en piedras, y a menudo también debajo de estas, hasta 5-6 m de profundidad o más, alimentándose de algas Los caracoles de este género necesitan superficies rugosas para poder digerir su comida, por lo que es necesario que vivan sobre un sustrato pedregoso. Estos caracoles no se alimentan de algas verdes debido a que las especies en el género Theodoxus no tienen celulasa, lo que no les permite descomponer la celulosa en estas. Estos caracoles depositan cápsulas que contienen de 30 a 70 huevos cada una, generalmente en las cáscaras de otras especies de Theodoxus. Solo un huevo eclosiona, los otros huevos sirven como alimento.

## Especies
En 2007 no había ningún examen sistemático del género Theodoxus. Bunje (2004) observó al menos 34 taxones existentes a nivel de especies en el género Theodoxus. En la Lista Roja de la UICN (2020) se indicaba el estado de conservación de 23 especies del género.
Especies en el género Theodoxus incluyen:
Subgénero Brusinaella Andrusov, 1912
- † Theodoxus petasatus (Seninski, 1905)

Subgénero Calvertia Bourguignat, 1880
- † Theodoxus acuticarinatus (Fuchs, 1870)
- † Theodoxus amblygonioides Wenz, 1930
- † Theodoxus amethystinus (Brusina, 1874)
- † Theodoxus anconae (Capellini, 1880)
- † Theodoxus angularis Gozhik, 2002
- † Theodoxus anonymus Anistratenko & Gozhik, 1995
- † Theodoxus atticus Kühn, 1963
- † Theodoxus barakovici (Brusina, 1902)
- † Theodoxus bessarabicus (Sinzov, 1896)
- † Theodoxus brusinai (Pavlović, 1931)
- † Theodoxus capellinii (Pantanelli, 1876)
- † Theodoxus capillaceus (Brusina, 1874)
- † Theodoxus crescens (Fuchs, 1870)
- † Theodoxus doderleini (d'Ancona, 1869)
- † Theodoxus dumortieri (Fontannes, 1878)
- † Theodoxus fasciatus Gozhik in Gozhik & Datsenko, 2007
- † Theodoxus gnezdai (Brusina, 1884)
- † Theodoxus grateloupianus (Férussac, 1823)
- † Theodoxus hoernesanus (Semper, 1867)
- † Theodoxus ingulenzis Gozhik in Gozhik & Datsenko, 2007
- † Theodoxus kalodictya (Andrusov, 1909)
- † Theodoxus koslinskyi (Porumbaru, 1881)
- † Theodoxus lamellatus (Brusina, 1892)
- † Theodoxus lineatus (Sinzov, 1896)
- † Theodoxus lorkovici (Brusina, 1878)
- † Theodoxus macedonicus Wenz, 1943
- † Theodoxus maculosus Gozhik in Gozhik & Datsenko, 2007
- † Theodoxus mayeri (Semper, 1867)
- † Theodoxus militaris (Neumayr, 1869)
- † Theodoxus miljkovici (Brusina, 1902)
- † Theodoxus millepunctatus (Brusina, 1902)
- † Theodoxus moeschi Locard, 1893
- † Theodoxus morulus Kühn, 1963
- † Theodoxus mutinensis (d'Ancona, 1869)
- † Theodoxus neumayri (Burgerstein, 1877)
- † Theodoxus nitens Gozhik, 2002
- † Theodoxus nivosus (Brusina, 1874)
- † Theodoxus novorossicus (Sinzov, 1896)
- † Theodoxus obtusangulaeformis Gozhik, 2002
- † Theodoxus oxytropida (Andrusov, 1909)
- † Theodoxus pavlovici Milošević, 1983
- † Theodoxus philippianus Locard, 1883
- † Theodoxus pilari (Brusina, 1884)
- † Theodoxus platystoma (Brusina, 1874)
- † Theodoxus pseudodanubialis (Sinzov, 1896)
- † Theodoxus pseudofluviatilis Locard, 1893
- † Theodoxus pseudograteloupanus (Sinzov, 1884)
- † Theodoxus radmanesti (Fuchs, 1870)
- † Theodoxus radovanovici (Brusina, 1893)
- † Theodoxus reiseri (Brusina, 1902)
- † Theodoxus rugosus (Pavlović, 1931)
- † Theodoxus sagittiferus (Brusina, 1874)
- † Theodoxus schachmaticus (Andrusov, 1909)
- † Theodoxus scoliogramma (Brusina, 1884)
- † Theodoxus semidentatus (Sandberger, 1875)
- † Theodoxus serrulatus (Brusina, 1892)
- † Theodoxus slavonicus (Brusina, 1878)
- † Theodoxus sophievkaensis Gozhik in Gozhik & Datsenko, 2007
- † Theodoxus stanae (Brusina, 1893)
- † Theodoxus stefanescui (Fontannes, 1887)
- † Theodoxus stefanescuiformis Gozhik in Gozhik & Datsenko, 2007
- † Theodoxus subquadrofasciatus Gozhik, 2002
- † Theodoxus subslavonicus Gozhik, 2002
- † Theodoxus sundicus (Andrusov, 1909)
- † Theodoxus suskalovici (Pavlović, 1903)
- † Theodoxus sycophantus (Brusina, 1878)
- † Theodoxus tropidophorus (Brusina, 1884)
- † Theodoxus turbinatus (Fuchs, 1870)
- † Theodoxus veljetinensis (Pavlović, 1903)
- † Theodoxus venustus (Brusina, 1897)
- † Theodoxus xanthozona (Brusina, 1884)
- † Theodoxus zagradovkaensis Gozhik, 2002
- † Theodoxus zivkovici (Pavlović, 1903)

Subgénero Neritonyx Andrusov, 1912
- † Theodoxus unguiculatus (Seninski, 1905)

Subgénero Ninniopsis Tomlin, 1930
- † Theodoxus colchicus (Andrusov, 1912)

Subgénero Neritaea Roth, 1855
- Theodoxus anatolicus (Récluz, 1841)[12][13][14]
- † Theodoxus groyanus (Férussac, 1823)
- Theodoxus jordani (Sowerby)[14]
- † Theodoxus micans (Gaudry & Fischer en Gaudry, 1867)
- Theodoxus niloticus (Reeve, 1856)[14] - sinónimo: Theodoxus africanus (Reeve, 1856)[15]
- † Theodoxus subdoricus Schütt, 1976
- Theodoxus subterrelictus Schütt, 1963[12][13]
- Theodoxus varius (Menke, 1828)[12][13]

Subgénero Theodoxus Montfort, 1810
- Theodoxus altenai Schütt, 1965[12][14]
- Theodoxus baeticus (Lamarck, 1822)[12][16]
- † Theodoxus becenensis (Cobălcescu, 1883)
- † Theodoxus brenneri (Handmann, 1882)
- † Theodoxus carasiensis Jekelius, 1944
- † Theodoxus constantiae Stefanescu, 1896
- † Theodoxus culceri (Porumbaru, 1881)
- † Theodoxus cyrtocelis (Krauss, 1852)
- Theodoxus danubialis 	(Pfeiffer, 1828)[12][16][14]
- † Theodoxus denisluensis (Oppenheim, 1919)
- † Theodoxus deperditus (Almera, 1894)
- † Theodoxus elongatulus (Philippi, 1844)[12][16]
- † Theodoxus eugenii Jekelius, 1944
- Theodoxus euxinus (Clessin, 1886)[12][16][17]
- Theodoxus fluviatilis (Linnaeus, 1758)[12][16] - especie tipo.
- † Theodoxus gregarius (Thomä, 1845)
- Theodoxus heldreichi (Martens, 1879)[12][14]
- † Theodoxus hisingeri (Bellardi & Michelotti, 1841)
- Theodoxus hispalensis (Martens, 1879)[12][16]
- † Theodoxus jekeliusi Jurišić-Polšak, 1979
- † Theodoxus leobersdorfensis (Handmann, 1887)
- Theodoxus meridionalis (Philippi, 1836)[12][18][16]
- † Theodoxus milessii Papp, 1979
- † Theodoxus moosbrunnensis Papp, 1953
- † Theodoxus morellii (Bellardi & Michelotti, 1841)
- Theodoxus pallasi Lindholm, 1924[19][12][16][17] - sinónimo: Theodoxus lituratus (Eichwald, 1838)[19]
- † Theodoxus pilidei (Tournouër, 1879)
- Theodoxus prevostianus (Pfeiffer, 1828)[12][16][14][20]
- † Theodoxus punctatolineatus (Sinzov, 1896)
- Theodoxus saulcyi (Bourguignat, 1852)[12][16]
- † Theodoxus scamandrius (Calvert & Neumayr, 1880)
- † Theodoxus semiplicatus (Neumayr in Herbich & Neumayr, 1875)
- † Theodoxus simplex (Fuchs, 1877)
- † Theodoxus subglobosus (Eichwald, 1853)
- Theodoxus subthermalis (Bourguignat en Issel, 1865)[17] or Theodoxus fluviatilis subthermalis Issel, 1865[16]
- Theodoxus transversalis (Pfeiffer, 1828)[12][16][14]
- † Theodoxus trifasciatus (Grateloup, 1839)
- † Theodoxus turislavicus Jekelius, 1944
- Theodoxus valentinus (Graells, 1846)[12][16]
- † Theodoxus zografi (Brusina, 1902)

Subgénero ?
- † Theodoxus abnormis (Jenkins, 1864)
- † Theodoxus almelae (Revilla, 1958)
- Theodoxus astrachanicus Starobogatov, 1994[19][17]
- † Theodoxus banaticus Jekelius, 1944
- † Theodoxus bohotinensis (Simionescu & Barbu, 1940)
- † Theodoxus bolivari (Royo Gómez, 1922)
- † Theodoxus bukowskii (Oppenheim, 1919)
- Theodoxus cariosus (Wood, 1828)
- Theodoxus coronatus (Leach, 1815)[21]
- † Theodoxus crenulatus (Klein, 1853)
- † Theodoxus cunici (Brusina, 1892)
- Theodoxus danasteri (Lindholm, 1908)[17]
- † Theodoxus doricus (Neumayr, 1880)
- Theodoxus euxinus (Clessin, 1886)
- † Theodoxus hellenicus (Bukowski, 1896)
- † Theodoxus imbricatus (Brusina, 1878)
- † Theodoxus intracarpaticus Jekelius, 1944
- Theodoxus karasuna[cita requerida]
- † Theodoxus licherdopoli (Stefanescu, 1896)
- Theodoxus luteofasciatus (Miller, 1879)
- Theodoxus macri (Sowerby, 1849)[cita requerida]
- Theodoxus maresi (Bourguignat, 1864)[22]
- Theodoxus marteli (Pallary, 1920)[23]
- Theodoxus milachevitchi Golikov & Starobogatov, 1966[17]
- Theodoxus mutinensis[cita requerida]
- Theodoxus numidicus (Récluz, 1841)[24]
- Theodoxus olivaceus[cita requerida]
- Theodoxus pallasi Lindholm, 1924
- Theodoxus pallidus Dunker, 1861
- † Theodoxus pappi Sauerzopf, 1952
- † Theodoxus paradisii (Magrograssi, 1928)
- † Theodoxus percarinatus (Oppenheim, 1919)
- Theodoxus pilidei (Tournouêr, 1879)[12]
- † Theodoxus politioanei Jekelius, 1944
- † Theodoxus politus Jekelius, 1944
- † Theodoxus postcrenulatus Papp, 1953
- † Theodoxus prozlatarici Jekelius, 1944
- † Theodoxus pseudodacicus Neubauer, Harzhauser, Georgopoulou, Mandic & Kroh, 2014 †
- † Theodoxus quadrifasciatus (Bielz, 1864) †
- † Theodoxus reticulatus Pană, 1990
- † Theodoxus rhodiensis (Tournouër in Fischer, 1877)
- Theodoxus sarmaticus (Lindholm, 1901)[17]
- Theodoxus schultzii (Grimm, 1877)[19][17]
- † Theodoxus scriptus (Stefanescu, 1896)
- † Theodoxus serratiliniformis Geyer, 1914[20]
- † Theodoxus sinjanus (Brusina, 1876)
- † Theodoxus soceni Jekelius, 1944
- † Theodoxus sphaeroidalis (Revilla, 1958)
- † Theodoxus spratti (Jenkins, 1864)
- † Theodoxus stoicai Neubauer, Harzhauser, Georgopoulou, Mandic & Kroh, 2014
- Theodoxus subthermalis Bourguignat in Issel, 1865
- † Theodoxus timisensis Jekelius, 1944
- † Theodoxus trilophosensis Rust, 1997
- Theodoxus velascoi (Graëlls, 1846)[12]
- Theodoxus velox V. Anistratenko in O. Anistratenko, Starobogatov & V. Anistratenko, 1999
- Theodoxus vespertinus (Sowerby II, 1849)
- † Theodoxus zlatarici Brusina, 1902)